# Скотт Гадсон (астроном)
Реймонд Скотт Гадсон (англ. Raymond Scott Hudson; нар. 1959) — професор електричної інженерії та інформатики в Університеті штату Вашингтон. Гадсон отримав освіту в Каліфорнійському технологічному інституті, де здобув ступінь бакалавра інженерії та прикладних наук у 1985 році, ступінь магістра електротехніки у 1986 році та ступінь доктора філософії з електротехніки у 1990 році. Його дослідницькі інтереси включають радарне зображення, обробку оптичних сигналів і радіолокаційну астрономію. 
З 19 по 22 серпня 1989 року Скотт Гадсон і Стівен Остро спостерігали астероїд 4769 Касталія з обсерваторії Аресібо, створивши перше пряме зображення астероїда.
Астероїд головного поясу 5723 Гадсон, відкритий Едвардом Бовеллом в Ловеллівській обсерваторії в 1986 році, був названий на честь Скотта Гадсона.  Офіційна цитата про найменування була опублікована 9 вересня 1995 року.